# Giorgio Bresciani
Giorgio Bresciani (Lucca, 23 aprile 1969) è un ex calciatore e dirigente sportivo italiano.

## Carriera

### Giocatore

Bresciani (accosciato, secondo da sinistra) nel Torino del 1991-1992

Esordisce in Serie A nel 1987 con la maglia del Torino, società nella quale aveva fatto la trafila nelle squadre giovanili, giocando 23 partite e realizzando 2 reti. Nella stagione successiva gioca 19 partite andando in rete 2 volte ma non impedendo la retrocessione dei granata in Serie B. Nell'ottobre del 1989 il Torino lo cede in prestito all'Atalanta in Serie A e Bresciani realizza 4 reti con la compagine bergamasca. Nell'estate del 1990 fa ritorno a Torino (i granata hanno ottenuto la promozione in Serie A nella stagione precedente) e disputa la sua miglior stagione della carriera: 27 presenze e 13 gol, un bottino che consente al Torino di guadagnarsi la partecipazione alla successiva edizione della Coppa UEFA nella quale arriverà a disputare la finalissima, poi persa nel doppio confronto contro gli olandesi dell'Ajax. In quella stagione, 1991-1992, Bresciani non ripete l'exploit dell'anno precedente e segna solamente 4 gol.
Al termine dell'annata viene ceduto al Cagliari, ma dopo soltanto 4 partite disputate con la maglia dei rossoblu sardi, a novembre del 1992 si trasferisce al Napoli senza però andare mai in rete. Viene comunque confermato dai partenopei anche per la stagione 1993-1994 nella quale segna un gol in 11 partite giocate (quasi mai viene impiegato da titolare dall'allenatore Marcello Lippi). Inizia la stagione successiva nella Reggiana dove realizza 1 gol in 5 presenze, ma a novembre del 1994 passa al Bologna in Serie C1 e con 4 gol contribuisce al ritorno dei felsinei in Serie B. Confermato dal Bologna anche per la stagione seguente, va in rete 4 volte, realizzando il gol decisivo al 95' della partita contro il Chievo che vale la matematica promozione in Serie A degli emiliani guidati da Renzo Ulivieri, capaci così di centrare due promozioni consecutive.
Ma Bresciani in estate viene ceduto alla Cremonese in Serie B dove va in rete 4 volte senza riuscire a evitare la retrocessione dei lombardi in C1. Bresciani resta comunque in B per la stagione 1997-1998, ingaggiato dall'Ancona dove segna soltanto una rete prima di essere ceduto a gennaio in Serie C1 al Siena dove segna 3 gol. A novembre del 1998 si trasferisce al Trento in C2 e segna 2 gol in una stagione che vede comunque la retrocessione dei gialloblu in Serie D. Chiude la carriera, sempre in C2, giocando con Sangiovannese e Juve Stabia senza lasciare particolarmente il segno.
Dopo un periodo di inattività dovuto a seri infortuni, ritenta la carta del calcio giocato tra i dilettanti, ma gli infortuni lo costringono a concludere definitivamente la propria carriera. Vanta due presenze, con due reti, nella Nazionale Under-21.

### Dirigente sportivo
Inizia quindi, nel novembre 2008, la carriera dirigenziale diventando Direttore Generale della Colligiana, l'ultima squadra dove ha militato, che disputava il campionato di Seconda Divisione Lega Pro. Nella stagione 2009-2010 ha ricoperto anche la carica di presidente della società toscana in concomitanza con l'inibizione del patron Fabio Biancucci. In seguito alla retrocessione e alla mancata iscrizione in Serie D, Bresciani lascia la società biancorossa per accasarsi nel giugno del 2010 al Pergocrema; il 23 settembre seguente interrompe tuttavia il rapporto di lavoro con la società, a causa di divergenze con il presidente nella gestione della squadra.
Nella stagione sportiva 2012-2013 ricopre la carica di Direttore Generale del Sulmona Calcio 1921, società militante nel campionato di Eccellenza Abruzzo. Al termine della stagione la squadra è promossa in serie D dopo 18 anni, ma il 23 settembre 2013 si dimette dall'incarico. Nel 2014 è direttore generale alla Civitanovese e nel 2021 è responsabile tecnico  al Rimini 

## Palmarès

### Club

#### Competizioni nazionali
- Campionato italiano Serie C1: 1

Bologna: 1994-1995 (girone A)
- Campionato italiano di Serie B: 1

Bologna: 1995-1996

#### Competizioni internazionali
- Coppa Mitropa: 1

Torino: 1991